# Bütgenbach
Bütgenbach es una comuna de la región de Valonia, en la provincia de Lieja, Bélgica y es parte de la Comunidad Germanófona de Bélgica. A 1 de enero de 2019 tenía una población estimada de 5610 habitantes.

## Geografía
Se encuentra ubicada al sureste del país en la région natural Hautes Fagnes.

### Secciones del municipio
El municipio comprende los antiguos municipios, que se fusionaron en 1977:
| - Bütgenbach - Elsenborn |

### Pueblos y aldeas del municipio
Berg, Küchelscheid, Leykaul, Nidrum y Weywertz.

## Demografía

### Evolución
Todos los datos históricos relativos al actual municipio, el siguiente gráfico refleja su evolución demográfica, incluyendo municipios después de efectuada la fusión el 1 de enero de 1977.